# Họ Vẹm
Họ Vẹm (tên khoa học: Mytilidae) là một họ động vật thân mềm hai mảnh vỏ duy nhất còn tồn tại trong bộ Mytiloida. Chúng là loài sống ở vùng nước lợ hoặc nước mặn, có khoảng 52 chi được ghi nhận. Nhiều loài được gọi bằng tên thông dung là chem chép.

## Các chi
Chi trong họ Mytilidae bao gồm:
- Adipicola Dautzenberg, 1927
- Adula H. Adams & A. Adams, 1857

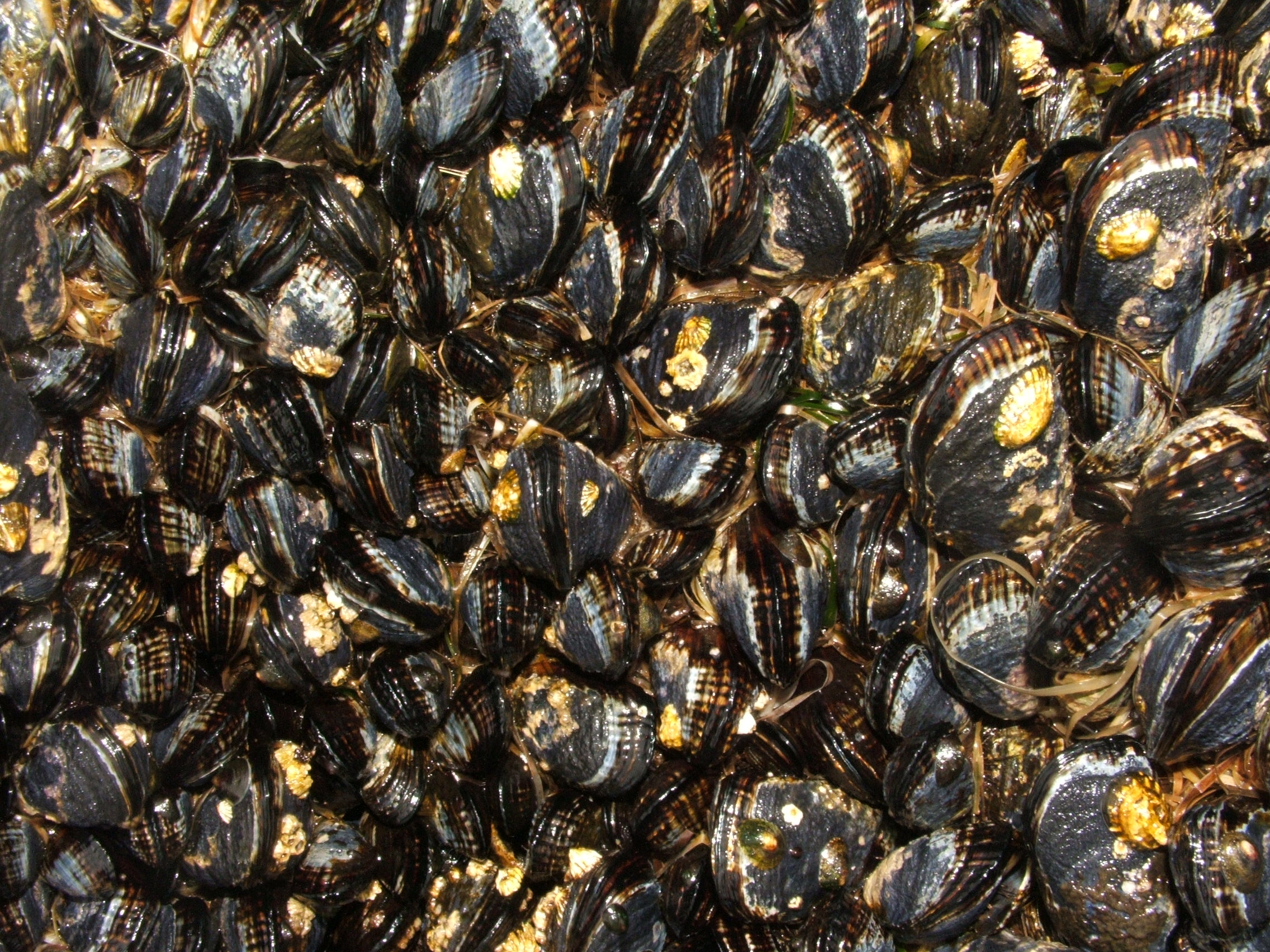
A bed of the edible California mussel, Mytilus californianus.

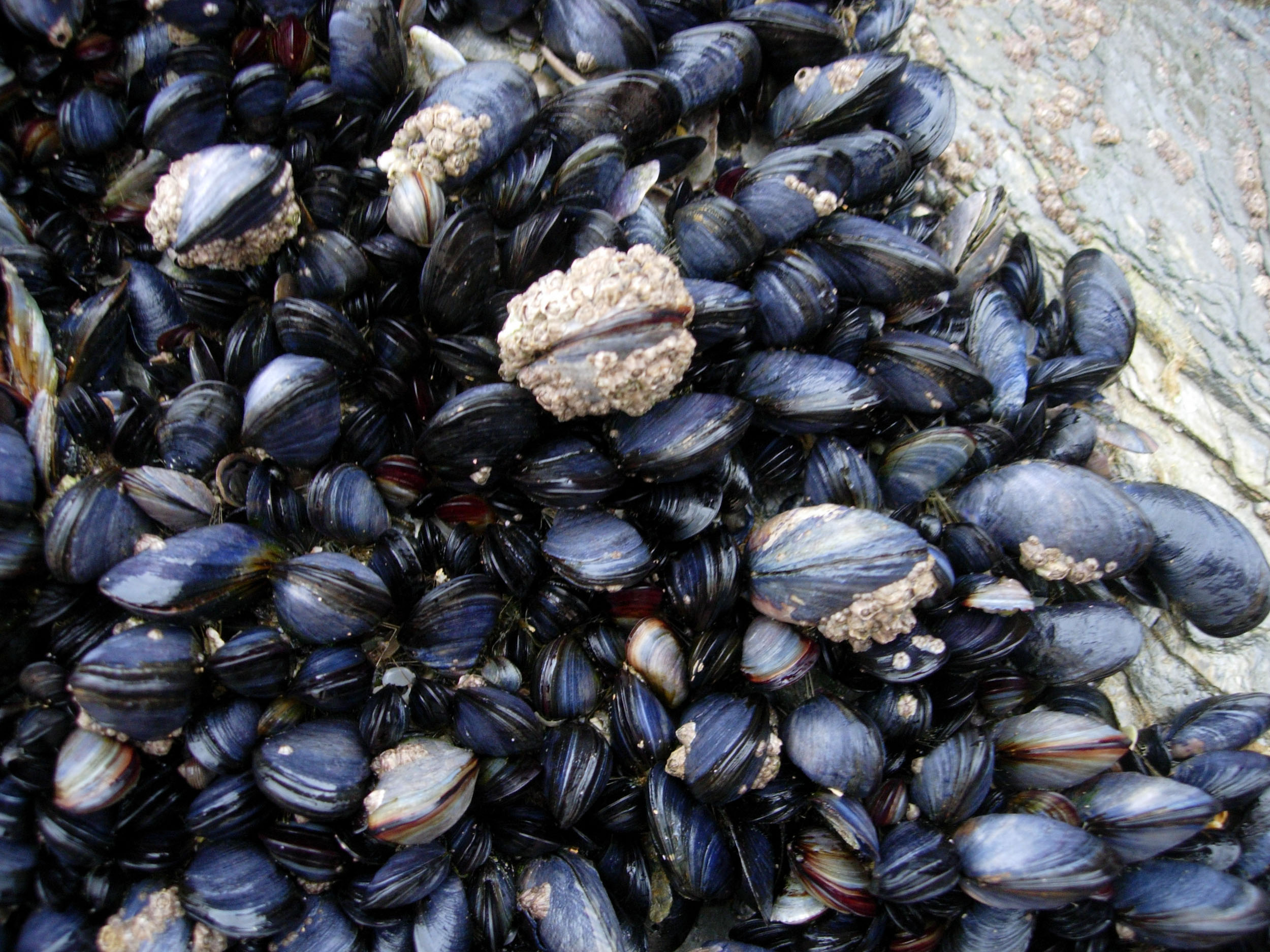
Mussels and attached barnacles on the Cornish coast near Newquay.

- Amygdalum Megerle von Muhlfeld, 1811
- Arcuatula Soot-Ryen, 1955
- Aulacomya Mörch, 1853
- Bathymodiolus Kenk & Wilson, 1985[3]
- Botula Mörch, 1853
- Brachidontes Swainson, 1840
- Choromytilus Soot-Ryen, 1952[4]
- Crenella T. Brown, 1827
- Dacrydium Torell, 1859
- Geukensia Van de Poel, 1959
- Gigantidas
- Gregariella Monterosato, 1884
- Idasola Iredale, 1939
- Ischadium Jukes-Browne, 1905
- Limnoperna Rochebrune, 1882
- Lioberus Dall, 1898
- Lithophaga Röding, 1798
- Megacrenella Habe & Ito, 1965
- Modiolula Sacco, 1898
- Modiolarca Gray, 1842
- Modiolus Lamarck, 1799
- Musculista Yamamoto & Habe, 1958
- Musculus Röding, 1798
- Mytilaster Monterosato, 1884
- Mytilus Linnaeus, 1758 - also known as Mytilis
- Perna Philipsson, 1788
- Rhomboidella Monterosato, 1884
- Septifer Recluz, 1848
- Solamen Iredale, 1924
- Stenolena Dall, Bartsch & Rehder, 1938
- Trichomya Ihering, 1900
- Vilasina Bartsch, 1960
- Xenostrobus Wilson, 1967